# Dela von Boeselager
Adelheid Theresia Antonia Michaela Lidwina Freiin von Boeselager (* 17. Dezember 1942 in Bonn) ist eine deutsche Archäologin, Kunsthistorikerin und Autorin.

## Leben

### Herkunft und Bildung
Dela, mit vollem Namen Adelheid Theresia Antonia Michaela Lidwina Freiin von Boeselager, ist als zweites Kind der Eheleute Sophie Freifrau von Boeselager, geborene Reichsgräfin Wolff-Metternich zur Gracht (1913–2014), und Hermann-Josef Freiherr von Boeselager (1919–1963) geboren worden. Sie reiste als Stipendiatin nach New York und studierte Klassische Archäologie und Kunstgeschichte am Institute of Fine Arts der New York University. Während des Studiums in New York lernte sie im Jahr 1966 Csilla von Fényes kennen. Sie schloss das Studium in New York als Master of Arts (M.A.) ab, kehrte nach Europa zurück und setzte die Studien an der Universität Basel fort. Die enge Freundschaft, die sie mit Csilla von Fényes verband, wurde weiter gefestigt, als Csilla im Jahr 1973 ihren Vetter Wolfhard von Boeselager heiratete. Im Jahr 1977 wurde Dela von Boeselager in Basel bei Karl Schefold mit der Doktorarbeit Antike Mosaiken in Sizilien. Hellenismus und römische Kaiserzeit zum Dr. phil. promoviert.

### Beruf und Wohltätigkeit
Anschließend war sie als wissenschaftliche Mitarbeiterin am Deutschen Archäologischen Institut in Rom tätig. Sie verfasste im Jahr 1981 den Ausstellungskatalog 3000 Jahre Glaskunst. Von der Antike bis zum Jugendstil für das Kunstmuseum Luzern und 1983 gab sie ihre Doktorarbeit aus dem Jahr 1977 beim Verlag Giorgio Bretschneider Editore im Rom heraus. Danach arbeitete sie am Römisch-Germanischen Museum der Stadt Köln und am Hohen Dom zu Köln und veröffentlichte einschlägige Monografien und Abhandlungen in den Bonner Jahrbüchern, dem Kölner Domblatt, Gnomon und dem Kölner Jahrbuch für Vor- und Frühgeschichte.
Die 420-Seiten-Monografie Römische Gläser aus Gräbern an der Luxemburger Straße in Köln, die im Jahr 2012 im Kölner Jahrbuch erschien, gab 2013 der Gebr. Mann Verlag als Sonderdruck in Berlin heraus. Im Jahr 2015 verfasste sie eine Abhandlung über den Schatzfund mit 9000 Turnosgroschen vom Boeselager Hof.
Im Februar 1988 begleitete sie Csilla von Boeselager nach Budapest, als sie einen ihrer ersten Hilfstransporte an den Pfarrer Imre Kozma in Budapest-Zugliget übergab. Csillas tatkräftigen Einsatz während der politischen Wende 1989 in Budapest und die Gründung des ungarischen Malteserordens (Magyar Máltai Szeretet Szolgálat - MMSZ) hat Dela von Boeselager mit großer Anteilnahme verfolgt. Nach Beendigung ihres Berufslebens bringt sie sich verstärkt in die Csilla von Boeselager Stiftung Osteuropa e. V. ein, die seit Csillas Tod im Februar 1994 weitergeführt wird.

## Publikationen (Auswahl)
- 3000 Jahre Glaskunst. Von der Antike bis zum Jugendstil. Ausstellung in Kunstmuseum Luzern, 19. Juli – 13. September 1981. Kunstmuseum Luzern, Luzern 1981.
- Antike Mosaiken in Sizilien. Hellenismus und römische Kaiserzeit, 3. Jahrhundert vor Christus – 3. Jahrhundert nach Christus (= Archeologica). (Inauguraldissertation, Universität Basel, 1977). Giorgio Bretschneider Editore, Roma 1983, ISBN 88-85007-96-1. doi:10.2307/300704
- Der Mosaikfund am Südturm des Kölner Domes. In: Bonner Jahrbücher, Band 183 (1983), S. 385–428.
- Zur Restaurierungsgeschichte Kölner Mosaiken. Neue Beobachtungen. Museen der Stadt Köln, 1986.
- Das Gladiatorenmosaik in Köln und seine Restaurierung im 19. Jahrhundert. In: Kölner Jahrbuch für Vor- und Frühgeschichte, 20 (1987), S. 111–128.
- Funde und Darstellungen römischer Schreibzeugfutterale. Zur Deutung einer Beigabe in Kölner Gräbern. In: Kölner Jahrbuch für Vor- und Frühgeschichte, Band 22 (1989), S. 221–240.
- Zur Datierung der Gläser aus zwei Gräbern an der Luxemburger Straße in Köln. In: Kölner Jahrbuch für Vor- und Frühgeschichte. → als Sonderdruck: Gebr. Mann Verlag, Berlin 1989.
- Bestandserfassung der Paramente in der Hohen Domkirche in Köln. In: Kölner Domblatt, Band 55 (1990), S. 267–273.
- Zu Votivgaben an der „Schmuckmadonna“ im Kölner Dom. In: Kölner Domblatt, Band 56 (1991), S. 295–301.
- Peter Heinrich von Blanckenhagen. In: Gnomon, Band 64 (1992), S. 283–285.
- Die Beigabenkombination reicher Brandgräber in Köln. In: Manuela Struck (Hrsg.): Römerzeitliche Gräber als Quellen zu Religion, Bevölkerungsstruktur und Sozialgeschichte. Internationale Fachkonferenz vom 18.–20. Februar 1991 im Institut für Vor- und Frühgeschichte der Johannes Gutenberg-Universität Mainz. Universität Mainz, Mainz 1993, ISBN 3-928957-02-3, S. 283ff.
- mit Leonie Becks: Die Schatzkammer des Kölner Domes. Meisterwerke des Kölner Doms (= Meisterwerke des Kölner Domes, Band 6). Verlag Kölner Dom, Köln 2000, ISBN 978-3-922442-41-7.
- Capella Clementina. Kurfürst Clemens August und die Krönung Kaiser Karls VII (= Studien zum Kölner Dom, Band 8). Verlag Kölner Dom, Köln 2001, ISBN 978-3-922442-37-0.
- Die Votivgewänder des Kurfürsten Clemens August für die Telgter Madonna. In: Kölner Domblatt, Band 70 (2005), S. 181–200.
- Ein Porträt des Erzbischofs Clemens August Droste zu Vischering. In: Kölner Domblatt, Band 71 (2006), S. 133–150.
- Zur Salbung und Krönung in der Liturgie des Ordo. In: Die Kaisermacher – Aufsatzband. Frankfurt am Main und die Goldene Bulle 1356–1806. Societäts-Verlag, Frankfurt am Main 2006, ISBN 3-7973-1012-9, S. 338–345.
- Der Manderscheider Ornat im Kölner Dom. In: Kölner Domblatt, Band 72 (2007), S. 213–238.
- mit Leonie Becks: Der Prozessionshimmel des Kölner Domes und seine Restaurierung. In: Kölner Domblatt, Band 74 (2009), S. 276–281.
- Römische Gläser aus Gräbern an der Luxemburger Straße in Köln. Typologie, Chronologie, Grabkontexte. In: Kölner Jahrbuch für Vor- und Frühgeschichte, Band 45 (2012), S. 7–526 → als Sonderdruck: Gebr. Mann Verlag, Berlin 2013, ISBN 978-3-7861-2681-2.
- Der Schatzfund vom Boeselagerhof und seine Sagentradition. In: Die Turnosgroschen aus dem Münzschatz vom Boeselagerhof Bonn (= Bonner numismatische Studien Band 2). Bonn 2015, ISBN 978-3-941612-08-2, S. 79–92 (Inhaltsverzeichnis).
- Die Insignien der Kurfürsten und Erzbischöfe von Köln im Kölner Dom in: Kölner Domblatt Band 85 (2020), S. 161–189.